# Política Nacional de Resíduos Sólidos

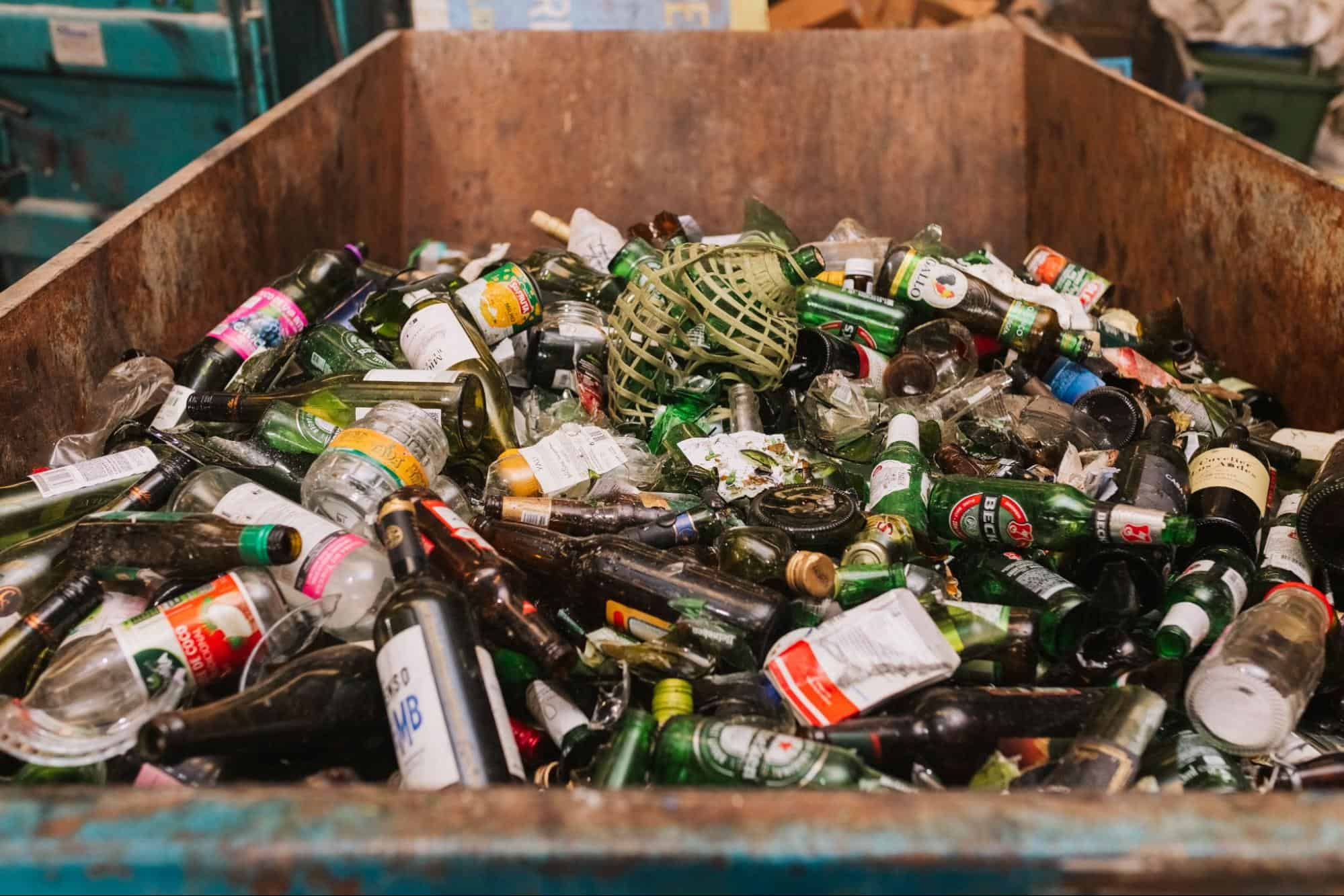
Selo eureciclo

A Política Nacional de Resíduos Sólidos (PNRS) é uma normatização brasileira instituída pela Lei nº 12 305 de 2 de agosto de 2010, para reduzir o impacto dos resíduos sólidos no meio ambiente, através do gerenciamento destes no Brasil. Os princípios desta lei visam o desenvolvimento sustentável, a responsabilidade compartilhada, o reconhecimento do resíduo sólido e, economia geradora de trabalho e renda. Seus objetivos norteiam a proteção da saúde e do meio ambiente e a redução do volume de resíduos sólidos, incentivando a reutilização, a reciclagem e o tratamento de resíduos.

## Créditos de reciclagem
É importante ressaltar que a PNRS tem como meta o controle integrado de resíduos sólidos, então, o poder público e o setor empresarial trabalham juntos por uma cooperação técnica e financeira. No dia 14 de abril, o Decreto 11.044/2022 sobre essa integração, regulamenta o mercado de certificado de crédito de reciclagem. Conforme a PNRS e respaldo conferido pelo Decreto, as empresas que comercializam embalagens pós-consumo devem cumprir com a destinação correta dos resíduos.
Um dos meios de atender à legislação ambiental é aderir ao modelo de certificado de crédito de reciclagem. O modelo se baseia nas notas fiscais emitidas por agentes de reciclagem, cooperativas e associações, que comprovam que uma massa equivalente à contratada pela empresa foi encaminhada à indústria de transformação ou reciclador final.
Segundo o Decreto 11 044 (Recicla+), as notas serão aceitas para emissão do documento Recicla+, emitido pelo governo e que comprova a destinação ecologicamente correta dos resíduos pós-consumo.
Consequentemente, as notas fiscais são substituídas por certificados de crédito de reciclagem após a homologação, ou seja, o retorno dos materiais recicláveis ao ciclo produtivo é comprovado.
Assim, os resíduos se transformam em insumos ou em novos produtos e embalagens. Inicialmente, a medida irá contemplar apenas materiais de vidro e plástico.

## Recicla+
O Recicla+ (Decreto 11 044) será emitido por uma entidade gestora que tenha autorização para operacionalizar sistemas de logística reversa. É preciso que a entidade esteja cadastrada no Sistema Nacional de Informações sobre a Gestão dos Resíduos Sólidos, o SINIR.
O documento é único e individual. O Certificado tem como lastro as Notas Fiscais eletrônicas de comercialização dos resíduos e o Certificado de Destinação Final, emitido no Manifesto de Transporte de Resíduos (MTR). Visando proporcionar maior segurança e transparência em todo o processo.
A partir da emissão da nota fiscal eletrônica, o mecanismo comprova a destinação ambiental correta dos resíduos pós-consumo. Dessa forma, fica garantida a rastreabilidade do material, veracidade, autenticidade e unicidade da nota.
As notas fiscais lastreiam os certificados de crédito de reciclagem. Desse modo, será possível comprovar a transformação dos materiais bem como o retorno do mesmo ao ciclo produtivo.
Segundo a nova legislação, a adesão é de caráter voluntário. Assim sendo, as empresas que optarem por não aderir ao programa, devem pôr em prática sistemas próprios de logística reversa.
Isso quer dizer que para cumprir a lei, a empresa precisará recuperar todas as embalagens depois do descarte do consumidor, para que então, faça o retorno delas ao ciclo produtivo.